# Anomiopus andrei
Anomiopus andrei är en skalbaggsart som beskrevs av Canhedo 2006. Anomiopus andrei ingår i släktet Anomiopus och familjen bladhorningar. Inga underarter finns listade i Catalogue of Life.